# Rigonda

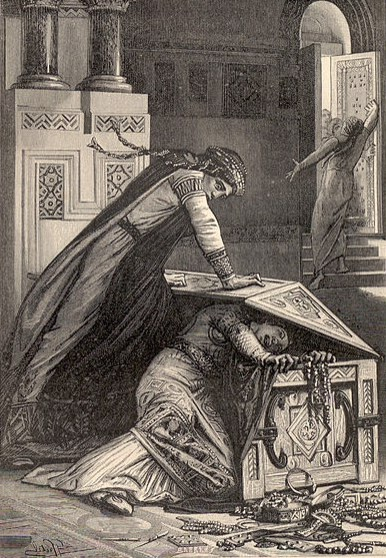
Fredegonda cerca di uccidere la propria figlia, Rigunte

Rigonda o Rigunte (569 circa) è stata una principessa dei Franchi di Neustria, che, nel 584, fu fidanzata con Recaredo, l'erede al trono del regno dei Visigoti.

## Origini
Era la figlia primogenita del re dei Franchi Sali di Neustria della dinastia merovingia, Chilperico I e, secondo il vescovo Gregorio di Tours (536 – 597), della sua terza moglie, Fredegonda, di cui non si conoscono gli ascendenti.

## Biografia
Secondo il vescovo Gregorio di Tours (536 – 597), Rigonda si schierò dalla parte di Gregorio quando questi venne accusato di tradimento dai genitori di lei, Chilperico I e Fredegonda, citando la cosa nel suo Historia Francorum. 
Nell'ottica della politica di alleanza tra i vari regni dei Franchi e il regno dei Visigoti, nel 583, gli ambasciatori visigoti si recarono da Chilperico I per richiedere una delle sue figlie in sposa a Recaredo, l'erede al trono del regno dei Visigoti. Chilperico dispose che fosse la figlia Basina, che si trovava in convento a Poitiers, ma lei rifiutò. Allora decise per l'altra figlia, Rigonda, inviata presso gli ambasciatori, che nel 584, accompagnata da un grande numero di nobili e cavalieri, tra cui vi era Bodegiselo, e una notevole quantità di oro, argento e vesti preziose in dote, si mise in viaggio verso la penisola iberica.
Nel corso del viaggio, dopo che si fu diffusa la voce della morte di Chilperico I, buona parte della scorta abbandonò la carovana rubando tutto ciò che poteva prendere, mentre Rigonda venne riconsegnata alla madre, che in quel periodo si trova nel tolosano per incontrare Gundovaldo. Fredegonda ricondusse a casa una Rigonda offesa ed oltraggiata.
Tornata a corte, Rigonda si diede ad una vita dissoluta. Non ebbe buoni rapporti con la madre che, come ci narra Gregorio di Tours, tentò anche di ucciderla, schiacciandole il collo sotto il coperchio di un baule. Salvata a stento dalla furia omicida della madre, Rigonda, a detta di Gregorio, continuò la sua vita di dissoluzione e contrasti con la madre.
Di Rigonda non si conosce la data della morte e non si ha notizia di eventuali figli.

## Ascendenza
|              |   |          | Genitori                   |  |  | Nonni |  |  | Bisnonni   |  |  | Trisnonni    |  |
|              |   |          |                            |  |  |       |  |  | Clodoveo I |  |  | Childerico I |  |
|              |   |          |                            |  |  |       |  |  | Clodoveo I |  |  | Childerico I |  |
|              |   | Basina   |                            |  |  |       |  |  | Clodoveo I |  |  |              |  |
| Clotario I   |   |          |                            |  |  |       |  |  | Clodoveo I |  |  |              |  |
|              |   | Clotilde | Chilperico II dei Burgundi |  |  |       |  |  |            |  |  |              |  |
|              |   | Clotilde | Chilperico II dei Burgundi |  |  |       |  |  |            |  |  |              |  |
|              |   | Clotilde | …                          |  |  |       |  |  |            |  |  |              |  |
| Chilperico I |   | Clotilde |                            |  |  |       |  |  |            |  |  |              |  |
|              |   | …        | …                          |  |  |       |  |  |            |  |  |              |  |
|              |   | …        | …                          |  |  |       |  |  |            |  |  |              |  |
|              |   | …        | …                          |  |  |       |  |  |            |  |  |              |  |
| Aregonda     |   | …        |                            |  |  |       |  |  |            |  |  |              |  |
|              |   | …        | …                          |  |  |       |  |  |            |  |  |              |  |
|              |   | …        | …                          |  |  |       |  |  |            |  |  |              |  |
|              |   | …        | …                          |  |  |       |  |  |            |  |  |              |  |
| Rigonda      |   | …        |                            |  |  |       |  |  |            |  |  |              |  |
|              | … | …        |                            |  |  |       |  |  |            |  |  |              |  |
|              | … | …        |                            |  |  |       |  |  |            |  |  |              |  |
|              | … | …        |                            |  |  |       |  |  |            |  |  |              |  |
| …            | … |          |                            |  |  |       |  |  |            |  |  |              |  |
|              |   | …        | …                          |  |  |       |  |  |            |  |  |              |  |
|              |   | …        | …                          |  |  |       |  |  |            |  |  |              |  |
|              |   | …        | …                          |  |  |       |  |  |            |  |  |              |  |
| Fredegonda   |   | …        |                            |  |  |       |  |  |            |  |  |              |  |
|              |   | …        | …                          |  |  |       |  |  |            |  |  |              |  |
|              |   | …        | …                          |  |  |       |  |  |            |  |  |              |  |
|              |   | …        | …                          |  |  |       |  |  |            |  |  |              |  |
| …            |   | …        |                            |  |  |       |  |  |            |  |  |              |  |
|              |   | …        | …                          |  |  |       |  |  |            |  |  |              |  |
|              |   | …        | …                          |  |  |       |  |  |            |  |  |              |  |
|              |   | …        | …                          |  |  |       |  |  |            |  |  |              |  |
|              |   | …        |                            |  |  |       |  |  |            |  |  |              |  |

### Fonti primarie
- (LA)  Gregorio di Tours, Historia Francorum Testo disponibile su Wikisource.

### Studi
- Stiennon, Jacques (1979). "Le sarcopharge de Sancta Chrodoara à Saint-Georges d'Amay: Essai d'interprétation d'une découverte exceptionnelle". Comptes rendus des séances de l'Académie des Inscriptions et Belles-Lettres. 123 (1): 10–31